# San Francisco Naval Shipyard
San Francisco Naval Shipyard (Военно-морская верфь Сан-Франциско, исторические названия — Hunters Point Drydocks, Hunters Point Naval Shipyard) — верфь, расположенная в Хантерс-Пойнт, юго-восточной части Сан-Франциско (шт. Калифорния). Основана в 1870 году как коммерческое предприятие, имевшее два сухих дока. В конце XIX — начале XX вв. приобретена и перестроена компанией Union Iron Works, затем приобретена компанией Bethlehem Shipbuilding и переименована в Hunters Point Drydocks. В 1940 году верфь выкуплена ВМФ США и преобразована в военно-морскую базу. В 1974 году судостроительные мощности переданы в аренду коммерческому предприятию. Военно-морская база закрыта в 1994 году.

## История

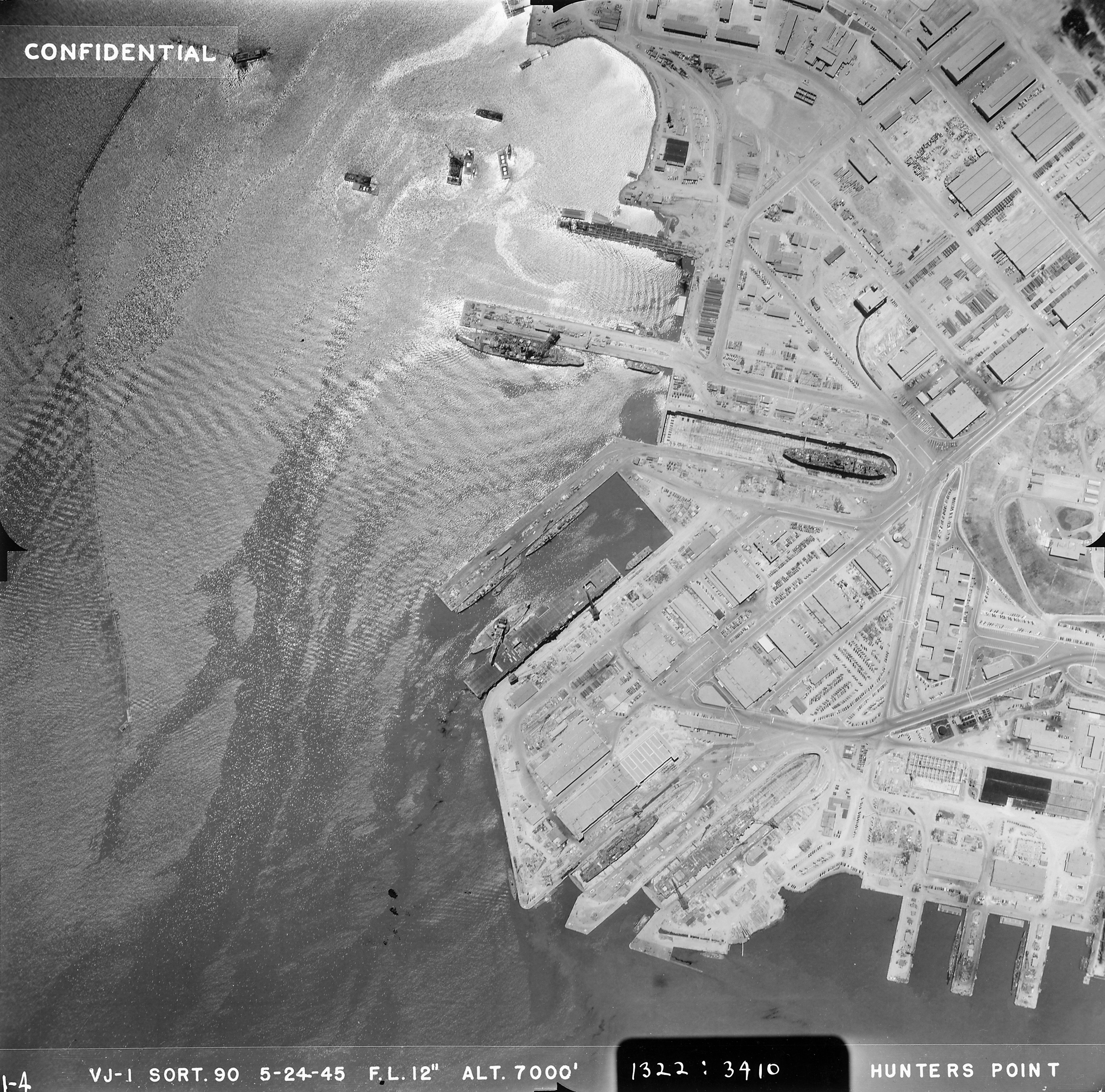
Аэрофотоснимок верфи, сделанный 24 мая 1945 года

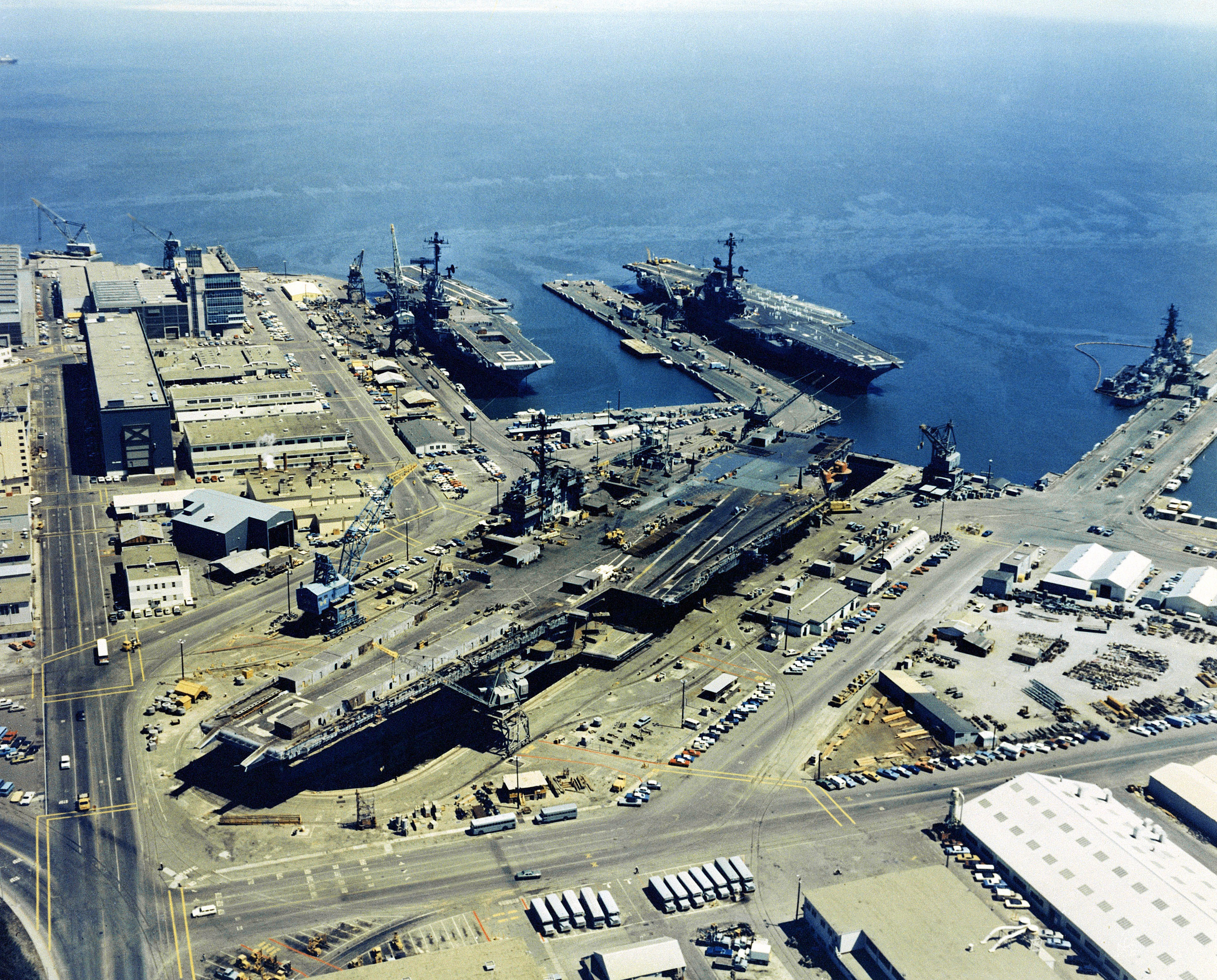
Авианосцы Ranger, Hancock и Coral Sea в Хантерс-Пойнт, 1971 год

Первые доки компании были вырублены в монолитной скале, имели длину около 300 метров и к 1916 году считались самыми большими доками в мире. Глубина бухты в районе доков составляла 20 метров. Размеры доков позволяли строить крупнейшие в мире военные корабли и пассажирские лайнеры. В начале XX века путём отсыпки грунта береговая линия Хантерс-Пойнт была удлинена в сторону бухты Сан-Франциско.
Между Первой и Второй мировыми войнами доки были арендованы ВМФ США. В это время главной военно-морской базой на Тихоокеанском побережье США была верфь в Маре-Айленд, однако из-за сильного заиления она была пригодна в основном для кораблей с небольшой осадкой. В 1920 году в Сан-Франциско состоялись слушания Конгресса по вопросу о военно-морских базах западного побережья США, где было предложено перебазировать Тихоокеанский флот в Хантерс-Пойнт.
В начале Второй мировой войны возникла необходимость в значительном расширении судостроительных и ремонтных мощностей в регионе Сан-Франциско, и в 1940 году ВМФ США выкупил верфь у частных владельцев, переименовав его в Hunters Point Naval Shipyard и превратив в главную верфь западного побережья. Позднее верфь была переименована в Тreasure Island Naval Station Hunters Point Annex (Военно-морская база Трешер-Айленд, подразделение в Хантерс-Пойнт). В первой половине 1940 годов значительно увеличилась численность персонала верфи и объём судостроительных и других работ для нужд ВМФ. После войны верфь оставалась военно-морской базой и выполняла коммерческие заказы, а в 1974 году была передана в аренду коммерческой судоремонтной компании.
В послевоенные годы верфь была тесно связана с программой атомных исследований. Ядерные компоненты первой атомной бомбы были погружены на крейсер CA-35 «Индианаполис» для отправки в Тиниан именно в Хантерс-Пойнт. До 1969 года здесь находилась Радиологическая лаборатория ВМФ США (англ. Naval Radiological Defense Laboratory), самая большая военная лаборатория США по прикладным атомным исследованиям. На верфи проходили радиологическую дезактивацию корабли, участвовавшие в ядерных испытаниях в рамках операции «Кроссроудз».
В 1994 году в соответствии с программой BRAC (Base Realignment and Closure) военно-морская база в Хантерс-Пойнт была закрыта. Проводятся обширные рекреационные мероприятия по очистке территории от промышленных отходов и загрязнений, вызванных работой тепловых электростанций. Имелись планы строительства в Хантерс-Пойнт нового стадиона футбольной команды «Сан-Франциско Форти Найнерс».